# Selección de baloncesto 3×3 de Serbia
La selección de baloncesto 3x3 de Serbia es el combinado que representa a Serbia en las competiciones internacionales de la modalidad de baloncesto 3×3 masculino. Se proclamó campeona de varias ediciones de la Copa Mundial de Baloncesto 3x3 (2012, 2016, 2017, 2018 y 2022) y de la Copa de Europa de Baloncesto 3x3 (2018, 2019, 2021 y 2022).

## Medallero histórico
| Competición          | Oro | Plata | Bronce | Total |
| -------------------- | --- | ----- | ------ | ----- |
| Juegos Olímpicos     | 0   | 0     | 1      | 1     |
| Copa Mundial         | 6   | 1     | 1      | 8     |
| Copa de Europa       | 4   | 1     | 0      | 5     |
| Juegos Europeos      | 0   | 0     | 1      | 1     |
| Juegos Mediterráneos | 0   | 1     | 0      | 1     |
| Total                | 10  | 3     | 3      | 16    |